# اتفاقيات إيفيان
اتفاقيات إيفيان، هي نتائج مفاوضات طويلة جرت في الثامن عشر من مارس عام 1962 بين القادة الوطنيين الجزائريين من الحكومة الجزائرية المؤقتة وهي عضو سياسة في (جبهة التحرير الوطني الجزائرية) وبين الموفد الفرنسي برئاسة لويس جوكس ووزير الشؤون الجزائرية في عهد الجنرال ديغول، سمحت هذه الاتفاقيات باعلان وقف اطلاق النار ووضع حد لحرب الجزائر. وكان رضا مالك المتحدث باسم الطرف الجزائري في هذه الاتفاقيات. بدأت المفاوضات رسميا اعتبار 20 مايو في العام 1961 واستمرت لمدة عام تخللها وفق للمفاوضات وتعليق واستعادة لها ومفاوضات سرية.
جرت المفاوضات في مدينة إيفيان الفرنسية عند الحدود مع سويسرا، أين كان يقيم الوفد الجزائري المفاوض والذي كان يتشكل من شخصيات سياسية بارزة، مثل كريم بلقاسم وسعد دحلب ومحمد الصديق بن يحيى ولخضر بن طوبال ورضا مالك ومحمد يزيد وعمار بن عودة والصغير مصطفاي. وفرض الحوار السياسي نفسه على المفاوضين الجزائريين والفرنسيين بعد إدراك الدولة الفرنسية آنذاك، وعلى رأسها الجنرال شارل ديغول، فشل الحل العسكري في الجزائر.

## بداية اتصالات التفاوض
بعد عدة اتصالات سرية بداية من العام 1955  م، اعترف الرئيس الفرنسي شارل ديغول يوم 16 سبتمبر 1959 بحق الجزائريين في تقرير المصير، وعرض يوم 10 نوفمبر من العام نفسه على قادة الثورة الدخول في مفاوضات لبحث شروط إيقاف القتال وإنهاء المعارك، ثم أعلن يوم 14 يونيو 1960 استعداده لاستقبال وفد من قادة الثورة في باريس.
وبدأت المفاوضات يوم 25 يونيو 1960 في مدينة مولن الفرنسية وباءت بالفشل بعد أربعة أيام من اللقاءات تبين فيها للطرف الجزائري سعي فرنسا لفرض رؤيتها.

## لمحة تاريخية
دامت الثورة الجزائرية حوالي ثمانية أعوام، ومع طول مدة هذا الكفاح حرز الشعب الجزائري في النهاية الانتصار فجبهة التحرير الوطني عرفت كيف تنظم وتكافح على جبهات متعددة: عسكرية واقتصادية وسياسية ودبلوماسية، والتي لم تغلق الباب أبدا أمام المفاوضات مع الخصم؛ إنه تاريخ هذه المفاوضات التي شرع فيها بقيادة الحكومة المؤقتة للجمهورية الجزائرية، إنها المفاوضات التي تمخّض عنها اعتراف فرنسا رسميا باستقلال وسيادة الجزائر، في إطار وحدة ترابها بما في ذلك الصحراء، وذلك يوم 3 يوليو 1962.
حدّدت جبهة التحرير الوطني أهدافها، ومعالمها، ووسائلها بوضوح دون استبعاد خيار السلم حيث جاء في بيان أول نوفمبر 1954 :
"... وفي الأخير، وتحاشيا للتأويلات الخاطئة، وللتدليل على رغبتنا الحقيقية في السلم وتحديدا للخسائر البشرية وإراقة الدماء فقد أعددنا للسلطات الفرنسية وثيقة مشروعة للمناقشة إذا كانت هذه السلطات تحذوها النية الطيبة، وتعترف نهائيا للشعوب التي تستعمرها بحقها في تقرير مصيرها.
بنفسها... فتح مفاوضات مع الممثلين المفوضين من طرف الشعب الجزائري على أسس الاعتراف بالسيادة الجزائرية وحدة لا تتجزأ...". ومن هذا المنطلق كان إسلوب ومنهج جبهة التحرير الوطني واضحًا من حيث الموازنة بين العمل العسكري في الداخل والنشاط السياسي والدبلوماسي، فلم تكد تمر ستة أشهر من عمر الثورة حتى دوّى صيتها في الكثير من المنابر والمحافل، الدولية بما أتاح تدويل القضية الجزائرية من خلال تمثيلها بوفد في جلسات أشغال مؤتمر باندونغ، وفي المقابل لم تغفل عن إيجاد الإطار الملائم لفتح باب التفاوض التزاما بما تضمنه بيان أول نوفمبر 1954.
في هذا الإطار الذي رسمه البيان، حرصت جبهة التحرير الوطني على إبقاء باب الاتصالات مفتوحاً وممكناً واستجابت لجميعها بما في ذلك الاتصالات السرية، على الرغم من سوء نية الطرف الفرنسي، الذي وجد فيها مجالاً لجس النبض، والتنقيب عن مكامن الضعف وإيجاد أساليب لضرب الثورة في الداخل والخارج، على أن سلسلة الاتصالات تواصلت وتكررت في فترات متقطعة ما بين سنوات 1956 - 1959 دون أن تحقق نجاحاً يذكر، ومَردُّ ذلك عدم جدية الطرف الفرنسي، الذي كان يفضل إدراج الاتصالات ضمن إستراتيجية الحلّ الأمني العسكري، مما جعلها لا تعدو سوى مناورات سياسية ترمي إلى مساومة قادة الثورة، وحملهم على قبول فكرة إيقاف القتال أولاً، وبعدها إجراء انتخابات ينبثق عنها ممثلون للتفاوض مع فرنسا. ومن جانب آخر أكدت الثورة الجزائرية بما لا يدع مجالاً للشك صمودها من خلال انتصاراتها العسكرية على الجيش الاستعماري، ونجاحها في إخراج القضية الجزائرية إلى حيّز أوسع من الحدود الوطنية والإقليمية وفرضها في المحافل الدولية، كما فضحت مناورات ديغول بكافة أشكالها السياسية والاقتصادية والاجتماعية والمخططات العسكرية مثل سلم الشجعان، إيجاد قوة ثالثة، مشروع قسنطينة، ومخطط شال، تقوية الأسلاك المكهربة على الحدود الاستعانة بقوات من حلف الأطلسي.

## المفاوضات الرسمية
في ظل الظروف الآنفة الذكر، إزداد الوضع السياسي والاقتصادي في فرنسا تأزّماً بحيث لم يبق لديغول من مجال لقلب الهزيمة العسكرية إلى انتصار سياسي سوى الدعوة للشروع في مفاوضات مع الحكومة المؤقتة للجمهورية الجزائرية، وقد دعا بشكل رسمي وعلني عبر الخطاب الذي ألقاه يوم 14 يونيو 1960 إلى الجلوس حول طاولة التفاوض.

## محادثات مولن
وبناءً على ذلك كلّفت الحكومة المؤقتة للجمهورية الجزائرية السيدين محمد الصديق بن يحي وأحمد بومنجل معا لإجراء محادثات في 25 يونيو 1960 بمدينة مولن الفرنسية مع الطرف الفرنسي، حيث استمرت هذه المحادثات إلى غاية 29 يونيو غير أنها باءت بالفشل بعد أن تأكدت نوايا فرنسا السيئة والخلافات الواضحة بين الطرفين حول العديد من القضايا الجوهرية التي أراد فيها الفرنسيون إملاء شروطهم سعيا للتعجيل بوقف إطلاق النار لا غير، وقد شرح السيد فرحات عباس رئيس الحكومة الجزائرية المؤقتة، في نداء وجّهه للشعب الجزائري يوم: 5/7/1960، موقف حكومته من محادثات مولن حين قال «... فعندما اتخذنا في العشرين من يونيو الأخير قرارا يقضي بإرسال بعثة إلى فرنسا لم يفتنا أن نذكر بأن هناك خلافات كبرى بيننا وبين الحكومة الفرنسية، وفي مولن اتضح أن هذه الخلافات أكبر مما كنا نظن... فلم يكن تقارب بين وجهات نظر الفريقين فحسب، وإنما وجد مبعوثانا نفسيهما أمام رفض بات للدخول في المفاوضات... وحتى في المفاوضات تقف الحكومة الفرنسية موقف الاستعماري العنيد وترفض كلية مناقشة الند للند...» وعليه تواصلت انتصارات الثورة، رغم الخسائر التي لحقت بها، بأن أفشلت مخطط شال، وفوّتت الفرصة على ديغول ومشروعه «الجزائر فرنسية» بعد أن استجاب الشعب الجزائري لنداء الجبهة، أثناء زيارة ديغول للجزائر يوم 9 ديسمبر 1960، حيث خرج الشعب في أبهى صور التضامن والوطنية في مظاهرات 11 ديسمبر 1960 عمت مختلف مدن الجزائر من العاصمة، وهران قسنطينة، بجاية، البليدة وغيرها، كما صعّد جيش التحرير الوطني من كفاحه، أما على المستوى الخارجي فقد نشطت بعثات جبهة التحرير الوطني على جميع الأصعدة، مما أجبر حكومة ديغول على العودة إلى طاولة المفاوضات، وبمساعي سويسرية ممثلة في شخص (أوليفي لانغ) تجددت اللقاءات بين وفدي الحكومة الجزائرية المؤقتة والحكومة الفرنسية في لوكارنو ونوشاتيل، جمعت أحمد بومنجل وأحمد فرنسيس وسعد دحلب بممثلي الحكومة الفرنسية براكروك، ثم شايي، ولاحقا التقى جورج بومبيدو دولوس بالسيد الطيب بولحروف في نوشاتيل.

## ايفيان الأولى
كان من المرتقب إجراءها في 7 أبريل 1961، لكنها تأخرت نتيجة وضع فرنسا السياسي الذي ازداد تأزّما، بالإضافة إلى رفض جبهة التحرير فكرة إشراك أطراف أخرى في المفاوضات عندما أفصح (لوي جوكس) في 3 مارس 1961عن نية حكومة بلاده إشراك الحركة الوطنية الجزائرية (MNA) بالإضافة إلى حادثة اغتيال رئيس بلدية إيفيان وما تلاه من أحداث نتيجة الضغط الذي أظهره المستوطنون المتصلبون بمواقفهم المنادية بشعار «الجزائر فرنسية»، وقد ذهبوا أبعد من ذلك بأن أسّسوا منظمة إرهابية: منظمة الجيش السري (O.A.S)، كما حاول أنصار الجزائر فرنسية من الجنرالات المتطرفين من أمثال صالان و (جوهو وزيلر وشال) الإطاحة بالرئيس ديغول في 22 أبريل 1961 مما عرَّض المفاوضات إلى التأجيل إلى غاية يوم 20 مايو 1961 بمدينة إيفيان، أين التقى الوفد الجزائري المشكل من السيد: كريم بلقاسم - محمد الصديق بن يحي - أحمد فرنسيس -سعد دحلب ورضا مالك وأحمد بومنجل بلوي جوكس وكلود شايي وبرونو دولوس … ورغم الجلسات المتكررة ما بين 20 مايو - 13 يونيو 1961 لم يحسم في القضايا الجوهرية إذ اصطدمت مرة أخرى بإصرار الطرف الفرنسي بمناقشة ملف وقف إطلاق النار بمعزل عن بقية الملفات، والمساس بالوحدة الترابية للجزائر في إطار سياسة فصل الصحراء، ومسألة محاولة فرض الجنسية المزدوجة للفرنسيين الجزائريين، إلا أن الطرف الجزائري رفض المساومة على المبادئ الأساسية التي أقرها بيان أول نوفمبر 1954، الأمر الذي دفع بالسيد (لوي جوكس) رئيس الوفد الفرنسي تعليق المفاوضات يوم 13 يونيو 1961.

## محادثات لوغران
استؤنفت المحادثات في لو غران ما بين 20 - 28 يوليو 1961 لكن بدون جدوى مما جعل المفاوض الجزائري يعطي خارقو يبادر هذه المرة إلى تعليقها بسبب إصرار الحكومة الفرنسية على التنكر لسيادة الجزائر على صحرائها مروّجة لمغالطة تاريخية مفادها أن الصحراء بحر داخلي تشترك فيه كل البلدان المجاورة وبهدف ضرب الوطنية وإضعاف الثورة وتأليب دول الجوار عليها. وبذلك علقت المحادثات نظرا لتباعد وجهات النظر بين الطرفين لاسيما فيما يخص الوحدة الترابية.
ولم تباشر الحكومة المؤقتة اتصالاتها إلا بعد أن تحصّلت على اعتراف صريح في خطاب الرئيس الفرنسي شارل ديغول يوم 5 سبتمر 1961 ضمنه اعتراف فرنسا بسيادة الجزائر على صحرائها.
على إثر ذلك تجددت اللقاءات التحضيرية أيام: 28 - 29 أكتوبر 1961 ثم يوم 9 نوفمبر 1961 في مدينة بال السويسرية جمعت رضا مالك ومحمد الصديق بن يحي بـ شايي ودو لوس عن الطرف الفرنسي وفي 9، 23 و 30 ديسمبر 1961 التقى سعد دحلب بلوي جوكس في مدينة لي روس لدراسة النقاط الأساسية ومناقشة قضايا التعاون وحفظ النظام أثناء المرحلة الانتقالية ومسألة العفو الشامل. وبعد أن ضمن المفاوض الجزائري تحقيق المبادئ الأساسية والسيادية خلال المفاوضات التي جرت بـ لي روس ما بين 11- 19 فبراير 1962و مصادقة المجلس الوطني للثورة الجزائرية على مسودة محادثات لي روس أبدى استعداده للدخول في مفاوضات المرحلة النهائية لكن التاريخ الحقيقي هو 8 أغسطس 1961

## مفاوضات ايفيان الثانية
بعد أن صادق المجلس الوطني للثورة الجزائرية على مسودة لي روس أعلنت الحكومة المؤقتة رغبتها في مواصلة المفاوضات رسميا في مدينة ايفيان الفرنسية أين التقى كريم بلقاسم وسعد دحلب ومحمد الصديق بن يحي، ولخضر بن طوبال وامحمد يزيد وعمار بن عودة رضا مالك والصغير مصطفاي بالوفد الفرنسي: لوي جوكس وروبير بيرون، وبرنار تريكو وبرينو دو لوس وكلود شايي والجنرال دو كماس، في جولة أخيرة من المفاوضات إمتدت ما بين 7- 18 مارس 1962، توّجت بإعلان توقيع اتفاقيات ايفيان وإقرار وقف إطلاق النار، وإقرار مرحلة انتقالية وإجراء استفتاء تقرير المصير، كما تضمّنت هذه الاتفاقيات جملة من اتفاقيات التعاون في المجالات الاقتصادية والثقافية سارية المفعول لمدة 20 سنة
كما قام شارل ديغول إعلان استقلال الجزائر في 3 يوليو وأعلنت جبهة التحرير الاستقلال الرسمي للجزائر في 5 يوليو 1962.

## مضمون الاتفاقية

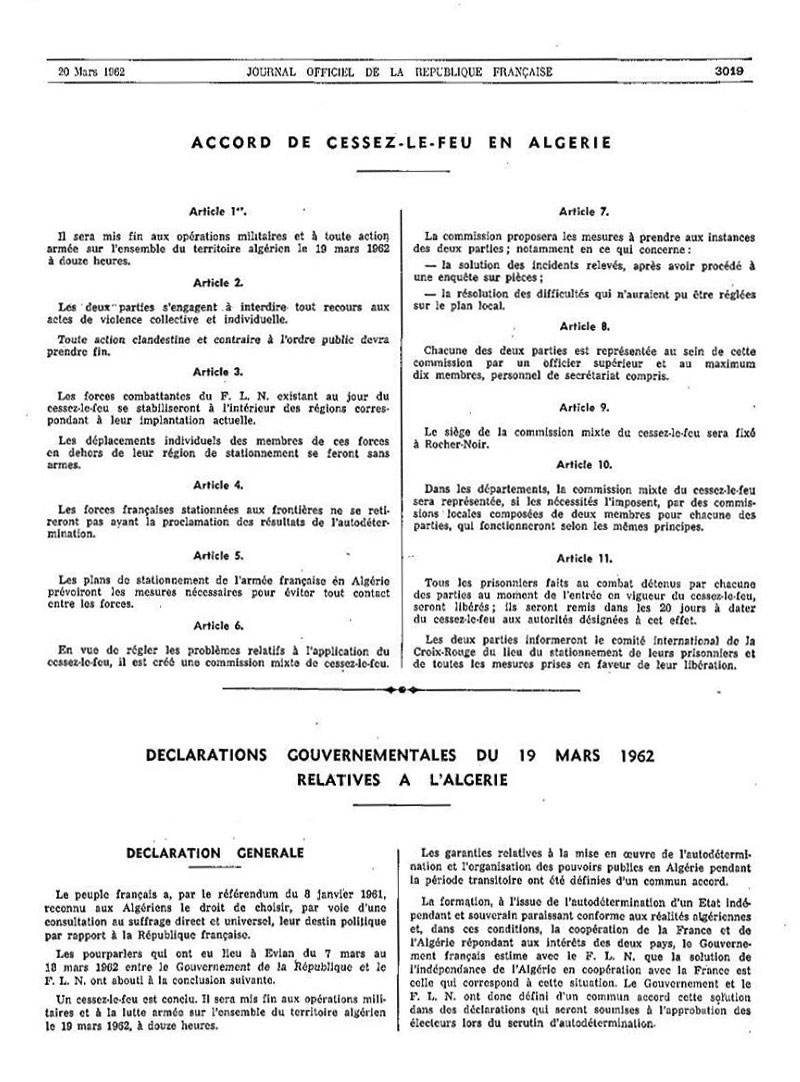
بعض من إتفاقيات إيفيان من الجريدة الرسمية الفرنسية.

تضمنت اتفاقية إيفيان محورين أساسيين:

### المحور الأول
- تنظيم الشؤون السياسية والعامة في البلاد خلال المرحلة الانتقالية التي تمتد من 19 مارس 1962 لغاية الإعلان الرسمي لاستقلال الجزائر في الخامس من يوليو/تموز 1962. وهي الفترة التي نظم فيها الاستفتاء الشعبي الذي حصل بموجبه الجزائريون على الاستقلال، حيث اختار الشعب بالأغلبية الانفصال عن فرنسا والعيش في وطن حر ومستقل يحمل اسم الجزائر.

وتمهيدا اتخذت الإدارة الفرنسية عددا من الإجراءات السياسية والقضائية:
1. إطلاق سراح جميع السجناء الذين كانوا يقبعون في السجون، سواء في الجزائر أو في فرنسا.
2. السماح للفارين من الجزائر خلال سنوات الثورة واللاجئين إلى دول مجاورة مثل تونس والمغرب، بالعودة إلى بلادهم.
3. الاعتراف بحزب جبهة التحرير الوطني حزبا سياسيا شرعيا.

قرارات أخرى تضمنتها الفقرة الأولى من اتفاقية «إيفيان»، أهمها إعطاء الحرية الكاملة للحكومة الجزائرية في اختيار مؤسساتها ونظامها السياسي والاجتماعي وفق مصالح الشعب الذي تمثله وبسط سيطرتها على كامل التراب الوطني وفرض سيادتها في جميع المجالات، لا سيما في مجالي الدفاع العسكري والشؤون الخارجية.
كما شدد المحور الأول من الاتفاقية على ضمان حقوق الفرنسيين الذين يعيشون في الجزائر منذ سنوات طويلة وعلى ضمان أمنهم واحترام طقوسهم الدينية.

### المحور الثاني
- ضمان مصالح فرنسا والفرنسيين الاقتصادية والتعاون في مجال استثمار الثروات الطبيعية، لا سيما استخراج النفط في المناطق الصحراوية، إضافة إلى تفضيل فرنسا عندما يتعلق الأمر بتقديم رخص للتنقيب عن النفط. بالمقابل تعهدت باريس بتقديم مساعدات تقنية ومالية تسمح للجزائر بالنهوض باقتصادها.
- تقليص عدد القوات الفرنسية المتواجدة في الجزائر تدريجيا حتى خروجها بالكامل من البلاد، إضافة إلى السماح لفرنسا باستخدام القاعدة البحرية العسكرية بمرسى الكبير في وهران لمدة 15 عاما قابلة للتجديد في حال اتفاق الطرفين واستخدام بعض المطارات والمواقع العسكرية إذا اقتضت الحاجة.[2]

## روابط خارجية
- النـص الـكـامـل لإتــفــاقـيــات إيـفـيـان (el-mouradia.dz)
- اتفاقيات إيفيان.. إنهاء 132 عاما من الاحتلال الفرنسي للجزائر (الجزيرة)
- الثورة الجزائرية التحريرية الكبرى: المفاوضات والاستقلال (بوابة الجزائر)
- اتفاقيات «إيفيان» أنهت مرحلة الاستعمار الفرنسي (الموعد اليومي[وصلة مكسورة])